# Serghei Donico-Iordăchescu
Serghei Donico-Iordăchescu (sau Donică-Iordăchescu, n. 1889, Chișinău, Imperiul Rus – d. 3 iulie 1932, Chișinău, România) a fost un politician moldovean, membru al Sfatului Țării al Republicii Democratice Moldovenești.

## Începuturi
Serghei Donico-Iordăchescu s-a născut în 1889 în Chișinău, în familia unui moșier ruinat. A urmat o carieră militară, fiind trecut în retragere cu gradul de maior.

## Sfatul Țării
În cadrul Sfatului Țării, Serghei Donico-Iordăchescu, care era menșevic, a fost vicepreședinte al Comisiei Constituționale (de la 27 iulie până la 27 noiembrie 1918) și membru al Comisiei de redactare. 
Donico-Iordăchescu l-a criticat pe Ion Pelivan și faptul că, la negocierile cu România, nu au fost prezenți reprezentanți ai tuturor grupărilor din parlamentul moldovenesc: 
„Guvernul nu îndeplineşte dorinţele deputaţilor [...] a refuzat să-i ia cu sine pe reprezentanţii fracţiunilor [...]. La noi nu parlamentul dictează Guvernului, ci Guvernul – parlamentului.”
El a susținut trimiterea unei delegații la Kiev, pentru a rezolva disputele teritoriale cu Republica Populară Ucraineană: 
„Noi, țăranii, am fost învinuiţi de lipsa patriotismului. Nu este corect. Noi totdeauna am militat pentru unitate (replică de pe scaunele Blocului Moldovenesc: “cu Rusia” – I. L.), dar încă n-am văzut ca cineva dintre acei care se numesc moldoveni, să-şi arate prin fapte dragostea lor pentru acest popor.”
El a fost unul din membrii Sfatului Țării care s-a abținut de la votul de Unire a Basarabiei cu România, dar, ulterior, a fost printre semnatarii actului unirii. După unire, a făcut parte din guvernul autonom moldovenesc din cadrul României, condus de Petru Cazacu, ca vicedirector al Directoratului de Interne din Basarabia (9 aprilie 1918 - 1 decembrie 1918).

## Deces
El a decedat în 1932 în Chișinău, fiind înmormântat în cimitirul central.

## Galerie de imagini

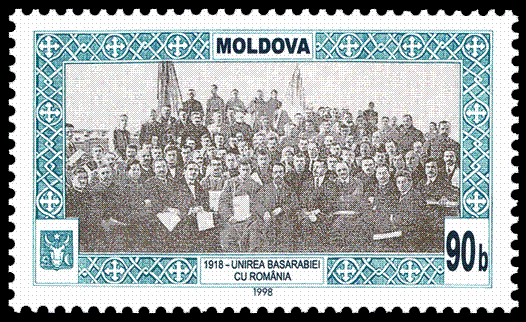
Membrii Sfatului Țării pe un timbru moldovenesc din 1998.